# عروس فراری (فیلم ۱۳۸۳)
عروس فراری فیلم کمدی ایرانی به کارگردانیِ بهرام کاظمی، نویسندگی حسن انصاریان و تهیه‌کنندگی عبدالله علیخانی و حسین فرح‌بخش محصول سال ۱۳۸۳ است.
عروس فراری در ۱۱ آبان ۱۳۸۴ بر روی پردهٔ سینما رفت. داستان این فیلم کاملاً شبیه فیلم همسفر (۱۳۵۴) به کارگردانی و نویسندگی مسعود اسداللهی است.

## خلاصه داستان
بهروز مردی متأهل است که می‌خواهد برای ثروتمند شدن با دختر پولداری به نام سیما ازدواج کند ولی موضوع در روز عروسی فاش می‌شود و پدر سیما برای حفظ آبروی خود در مقابل اقوام از مباشرش می‌خواهد تا پسری را برای بازی کردن نقش داماد معرفی کند. مباشر نیز پسر برادر خود، امیر را معرفی می‌کند. بعد از برگزاری مراسم، سیما با قال گذاشتن امیر به ویلای پدرش می‌رود تا از بهروز انتقام بگیرند، امیر هم به دنبالش روانه می‌شود.

## بازیگران
| بازیگر            | نقش            |
| امین حیایی        | امیر           |
| الناز شاکردوست    | سیما           |
| حسام نواب صفوی    | بهروز          |
| سیروس ابراهیم‌زاده | پدر سیما       |
| غلامحسین لطفی     | مباشر پدر سیما |
| شیوا خنیاگر       | مادر سیما      |
| طلا معینی         |                |
| رامسین کبریتی     | دوست بهروز     |
| کیومرث ملک مطیعی  | پیرمرد دکه دار |
| علی خیری          |                |
| توران قادری       |                |
| رابعه اسکویی      |                |
| پروین میکده       |                |
| پرستو گلستانی     |                |
| محمود طالبی       |                |
| سروین رفیعیان     |                |
| ابوالقاسم رضانژاد |                |
| فرشته مدنی        |                |
| الهام تاج         |                |